# Калдонацо
Калдона̀цо (на италиански: Caldonazzo) е малко градче и община в Северна Италия, автономна провинция Тренто, автономен регион Трентино-Южен Тирол. Разположено е на 530 m надморска височина. Населението на общината е 3554 души (към 2015 г.).